# Suore carmelitane del Corpus Christi
Le suore carmelitane del Corpus Christi (in inglese Carmelite sisters of "Corpus Christi") sono un istituto religioso femminile di diritto pontificio: le suore di questa congregazione pospongono al loro nome la sigla O.Carm.

## Storia
La congregazione fu fondata da Clara Ellerker: convertitasi al cattolicesimo all'età di sedici anni, organizzò a una comunità di terziarie domenicane di vita comune ma senza voti con l'intento di lavorare per l'unità dei cristiani.
Su invito di Robert Brindle, vescovo di Nottingham, il 16 luglio 1908 aprì una scuola secondaria a Leicester; la seconda casa della congregazione sorse a Trinidad nel 1919 e nel 1920 si ebbe una fondazione in Minnesota.
L'istituto, aggregato all'ordine carmelitano dal 28 aprile 1928, ricevette il pontificio decreto di lode il 25 novembre 1946.

## Attività e diffusione
Le suore si dedicano principalmente all'insegnamento del catechismo, alla preparazione di ragazzi e adulti ai sacramenti e alla visita agli ammalati, ma anche al lavoro in scuole e parrocchie.
Sono presenti a Grenada, in Guyana, nel Regno Unito, a Saint Vincent, a Saint Lucia, negli Stati Uniti d'America, a Trinidad e Tobago; la sede generalizia è a Tunapuna.
Alla fine del 2008 la congregazione contava 81 religiose in 21 case.